# 383

## Esdeveniments
- Gener, Milà, Imperi Romà: Teodosi I el Gran declarà el seu fill Arcadi com a August d'Orient.
- Britànnia: Magne Màxim es revolta contra Flavi Gracià, ocupa la Gàl·lia i fa perseguir i executar Gracià.
- Trèveris, Gàl·lia: Magne Màxim, és reconegut emperador romà.
- Pèrsia: L'emperador sassànida Artaxerxes II és deposat en favor del seu nebot Sapor III.
- Tràcia: A la mort de Fritigern, Badengaud és nomenat cap dels visigots.
- Castra Regina, Rècia: La ciutat és destruïda pels iutungs.
- Batalla del Riu Fei: Fú Jiān de l'Imperi Di dels Qin anteriors fou derrotat per un exèrcit de Jin inferior en nombre.

## Necrològiques
- Tràcia: Fritigern, cabdill visigot.
- Colònia, Germània: Úrsula de Colònia, màrtir.